# Ulmer Münster
Ulmer Münster je luteranska crkva sagrađena u gotičkom stilu bivšeg slobodnog carskog grada Ulma u Njemačkoj. S 161,53 metara visine ima najviši zvonik na svijetu. 
Crkva je započeta 1377. kao rimokatolička župna crkva, a Ulrich Ensingena je 1392. započeo njenu rekonstrukciju koja je većinom završena 1405. Tada je posvećena iako nije bila potpuno dovršena uslijed konstrukcijske greške zbog koje brodovi nisu mogli nositi teške svodove. Nakon crkvene reformacije (1530.) građani Ulma su je odlučili glasovanjem (1543.) pretvoriti u luteransku crkvu. Tako je postala najveća protestantska crkva u svijetu. Tada je nastavljena gradnja tornja koji je premašivao 100 m, no zbog financijskih problema nije dovršen. Dovršen je tek 31. svibnja 1890. i bio je visok 161,53 – 161,70 m, a 29. lipnja iste godine svečano je proslavljen dovršetak crkvee. Dana 17. prosinca 1944. godine katedrala je strašno stradala u savezničkom bombardiranju kada je uništena većina povijesnog središta grada. Posjetitelji se mogu uspeti spiralnim stubištem na visinu od 157 m od dna.
- Bočni brod s lepezastim gotičkim svodom.
- Središnji brod s pogledom na gotički kor s drvenim kanoposom i vitrajima.
- Vizitacija, detalj vitraja.
- Drveni kor s portretima svetaca, znanstvenika i pjesnika.

## Vanjske poveznice
- ulmer-muenster.de Ulmer Münster (njem.)
- Privatna Fotogalerija
- Fotografije